# Grønlandsekspeditioner
Ved en Grønlandsekspedition forstås en polarekspedition til Grønland, grønlandske farvande eller over den grønlandske indlandsis. I lighed med andre polarekspeditioner er formålet med en sådan ekspedition som regel enten at kortlægge et område eller undersøge dets geologi, planteverden, dyreverden, klimatiske forhold og spor efter menneskelig tilstedeværelse.
Grønlandsekspeditioner er foretaget af danskere og udlændinge, ofte blandet og ofte med større eller mindre deltagelse af den på Grønland indfødte befolkning.
I nyere tid er Grønlandsekspeditioner også udført alene for oplevelsens skyld og for at vise egen selvopholdelsesevne.
Danmark har siden 1933 har opretholdt en patruljetjeneste i Nordøstgrønland form af Siriuspatruljen. Denne patrulje foretager årligt ekspeditioner i Nordøstgrønland.

## Udenlandske ekspeditioner til den ikke koloniserede del af Grønland
I slutningen af 19. århundrede lykkedes det flere udenlandske ekspeditioner at komme i land på ulige steder af den ikke koloniserede del af Grønland, og at give deres bidrag til kortlægningen af de før den tid fuldstændig ukendte egne. Blandt disse må nævnes den 2. tyske nordpolsekspedition, der 1869—70 under Koldewey og Payer kom til land på den nordlige del af østkysten og berejste strækningen 73—77° Br., som de gav navnet "Kong Vilhelms Land", og påviste tilstedeværelsen af den store "Kejser Frants Josefs Fjord".
1898 og 99 foretog den svenske professor G. Nathorst med ishavsfartøjet »Atlantic« to ekspeditioner til Polarhavet, på hvilke han berejste og undersøgte de store fjordforgreninger mellem Kejser Frants Josefs Fjord og Scoresby Sund.
Nordvestkysten af Grønland fra Kap York og nord efter blev besøgt af flere engelske og amerikanske nordpolsekspeditioner, som ad denne vej gennem Smiths Sund, Kennedy- og Robeson-kanalen forsøgte at trænge op imod Nordpolen. Blandt disse må nævnes den så sørgelig berømte Greely-ekspedition, der som led i de internationale, meteorologiske stationer omkring Nordpolen i begyndelsen af 1880’erne havde station i Fort Conger på Grants Land og 1882 foretog slæderejser langs Grønlands nordkyst til hen imod landets nordligste punkt. Den berømte nordpolsfarer Robert Peary, ingeniør i den amerikanske marine, har tilbragt en stor del af sit liv med at udforske Grønlands nordligste del, for derigennem at nå sit endelige mål, Nordpolen. Han begyndte 1886 med at foretage den under indlandsisen nævnte rekognosceringsrejse på denne (69%° Br.). Mod slutningen af århundredet overvintrede han adskillige gange mellem polareskimoerne, og ved disses hjælp har han foretaget adskillige rejser i omegnen og to gange, 1892 og 1895, gået tværs over indlandsisen. Den for Grønlands geografi betydningsfuldeste rejse foretog han 1892, ledsaget af nordmanden Ejvind Astrup. Foruden en delvis kortlægning af Melville-bugten gik de som nævnt tværs over Grønland og nåede østkysten ved en bugt fra det nordlige ishav, som han kaldte Independence Bay, og mente, at den gik tværs igennem landet på 82—83° Br. og dermed dannede afslutningen af det grønlandske fastland. Dette har dog senere vist sig at bero på en fejltagelse.
Af fremmede ekspeditioner til Grønland må, foruden de under indlandsisen nævnte, fremhæves en af Dr. Erik v. Drygalski for "Gesellschaft fur Erdkunde zu Berlin" i vinteren 1892—93 foretaget ekspedition til det indre af Umanak-fjorden (70/4° Br.), hvor han overvintrede ved en af de største isfjorde i Nordgrønland, Karajak-fjorden, og foretog en lang række undersøgelser af indlandsisens bevægelsesforhold, mekaniske virkninger, struktur, lagdeling med mere.

## Danske undersøgelser i Grønland
I 1876 blev der af den danske regering nedsat en kommission til ledelse af geologiske og geografiske undersøgelser i Grønland, og denne kommission har siden den tid for offentlig regning udsendt talrige ekspeditioner, gennem hvilke der er indsamlet et betydeligt videnskabeligt materiale, som efterhånden er udgivet af kommissionen i skriftserien »Meddelelser om Grønland«. Blandt de vigtigste resultater må nævnes udarbejdelsen af kort over så godt som hele Grønlands yderland, bestemmelse af indlandsisens rand på forskellige punkter, undersøgelser på indlandsisen, undersøgelser over indlandsisens tidligere udbredelse, over isens og sneens fordampningsforhold, indsamling af mineraler og planteforsteninger, geologiske undersøgelser og geologiske kort over de berejste strækninger samt hydrografiske målinger i fjordene og i Davis-strædet. Dog er det ikke alene rent geologiske og geografiske arbejder, der er udførte, store og værdifulde botaniske og zoologiske indsamlinger, antropologiske målinger, etnografiske og arkæologiske undersøgelser, meteorologiske iagttagelser, sprogstudier og meget mere har været genstand for undersøgelse og udgivelse.
Blandt Ekspeditionerne må, foruden de under indlandsisen nævnte af I. A. D. Jensen og V. Garde foretagne rejser særlig fremhæves dr. Steenstrup’s undersøgelser i Umanaks, Upernaviks og Julianehåbs distrikter.
Gustav Holm’s Konebådsekspedition til Grønlands østkyst 1883—85 har sin særlige betydning derved, at man gennem den har fået et detaljeret kendskab til den stamme af inuitterne, som i århundreder har levet på denne øde kyst uden at have haft den mindste berøring med omverdenen og civilisationen.
Også Carl Ryder’s ekspeditioner 1886—87 til Upernaviks distrikt, der undersøgtes til 74 Br. på strækninger, der hidtil havde været fuldstændig ukendte, og den store skibsekspedition til østkysten af Grønland 1891—92, der udsendtes af Marineministeriet med Carl Ryder som leder. Ekspeditionens skib "Hekla" overvintrede ved "Danmarks ø" i det indre af Scoresby Sund, og herfra blev hele det indre af dette store fjordkompleks kortlagt og undersøgt, blandt andet påvistes talrige ruiner fra gammel eskimoisk bebyggelse.
Hen imod århundredskiftet stod man således med kendskab til den største del af Grønlands omrids, men endnu havde de egne, hvor storisen særlig vanskeliggør kysternes besejling, trodset alle forsøg på at komme til land. Dette gælder særligt strækningen fra Scoresby Sund til Angmagssalik og hele Grønlands nordøstlige kyst fra Kong Vilhelm’s Land til Grønlands nordspids. Til udrustning af ekspeditioner, som skulle tage disse opgaver op, fordredes særligt skib og langt større midler, end kommissionen rådede over. Der blev dog på anden måde skaffet midler, og kommissionen stod bagved med assistance og råd, lige som resultaterne stadig blev udgivet ved kommissionens foranstaltning i "Meddelelser om Grønland".

### Amdrup-ekspeditionen
Den første af disse, Carlsbergfondens ekspedition til Østgrønland, udrustedes ved midler fra Carlsbergfondet og udsendtes under kommissionens overledelse 1898—1900 med daværende premierløjtnant G. Amdrup som chef. Denne ekspedition undersøgte den så godt som ukendte strækning fra Angmagssalik på 65° n. Br. til Scoresby Sund på 70—71° n. Br. Da disse kyster ikke kan besejles med skib på grund af is og ikke med slæder eller konebåd, fordi isen uophørlig er i bevægelse, måtte der træffes ganske særlige foranstaltninger for at sikre et godt resultat.
Vinteren 1898—99 overvintrede Amdrup med 4 ledsagere ved Angmagssalik og rejste såvel med båd som med slæder så langt mod nord, som forholdene på nogen måde tillod. Det lykkedes herved at undersøge og kortlægge kysten til 67° 27’ n. bredde samt at udlægge depoter til afbenyttelse af hovedekspeditionen.
Med det dertil indkøbte ishavsfartøj »Antarctic« afgik ekspeditionen 14. juni 1900. Polarisbæltet forceredes på 74^ n. Br., hvor efter kysten fulgtes syd på så langt, isen tillod, til Kap Dalton på 69° 25’ n. Br. Her landsattes en kystekspedition, bestående af Amdrup og 3 mand, mens ekspeditionens næstkommanderende, mag.se. Hartz med en stab af videnskabsmænd undersøgte kysten nord efter med tilslutning til de ovennævnte svenske undersøgelser fra 1899. Fra Kap Dalton udgik Amdrup’s dristige bådfærd, på hvilken 4 mand i en åben 18 fods jolle trodsede alle de farer og besværligheder, som den ca. 900 km lange rejse langs den ukendte og af is blokerede kyststrækning frembød. Rejsen lykkedes over al forventning: trods tåge og is blev hele strækningen kortlagt. Først ved den store fjord Kangerdlugsuak på 6&K° n. Br. blev landet nogenlunde tilgængeligt, og kun på strækningen derfra til Angmagssalik fandtes rester af tidligere eskimoisk bebyggelse. 2. september efter 43 dages rejse i båd nåede Amdrup og hans mænd Angmagsalik. Skibsekspeditionen havde med lige så gunstigt resultat udført alle de for den planlagte undersøgelser og medbragte, herfra et rigt udbytte af geologiske, zoologiske og botaniske indsamlinger. 11. september afhentede »Antarctic« Amdrup og hans mænd ved Angmagssalik, og 4. oktober 1900 ankom de til København.
Endnu stod Grønlands nordøstlige kyst som et hvidt blad i kortet, med en punkteret kystlinje fra ca. 77 n. Br. til de steder, hvor Peary havde færdedes nær Grønlands nordligste punkt. 1905 var det lykkedes hertugen af Orleans med »Belgiea« at nå op på østkysten til 78K n. Br. og at gå i land på 11/4°; han havde herved slået rekorden fra den 2. tyske nordpolsekspedition 1869—70, som nåede til Kap Bismarck på 77 Br. og bragte vind i sejlene for videre forskning ad denne vej. Fra dansk side ønskede man, at en dansk ekspedition kunne sætte slutstenen på det store værk, og det lykkedes forfatteren, cand. phil. Mylius-Erichsen, ved en utrolig energi at slå til lyd herfor og at få en sådan ekspedition sat i værk. Mylius-Erichsen havde 1902—04 ledet den danske litterære Grønlands-ekspedition, med hvilken han i forening med den i Grønland fødte, senere så navnkundige Grønlandsforsker Knud Rasmussen havde berejst hele Grønlands vestkyst. De overvintrede 1902—03 ved kolonien Jakobshavn på 69 n. Br. og drog 1903 med 2 andre danske og 3 grønlandske ledsagere på en eventyrlig rejse i hundeslæde fra den nordligste danske koloni til Cap York over den isfyldte og vanskelig tilgængelige Melville Bugt, som i en lang periode havde dannet en uoverstigelig hindring for samfærdsel mellem de danske vestgrønlændere og deres omkring Smith-Sund boende stammefrænder. Imellem disse overvintrede ekspeditionen og hjembragte et rigt materiale til bedømmelse af denne ægte eskimoiske stamme. Ekspeditionen afsluttedes med en rejse langs vestkysten rundt Kap Farvel til Aluk, hvor ca. 4 uger tilbragtes sammen med nylig døbte grønlændere.

### Danmarks-ekspeditionen
Fra ovennævnte ekspedition medbragte Mylius-Erichsen en rig erfaring om rejser i de arktiske egne og en glødende interesse for løsningen af de spørgsmål, som lå for; med en aldrig svigtende energi arbejdede han for at nå sit mål, "Undersøgelsen af den endnu ubetraadte Del af Øst- og Nordøst-Kysten". Regering og rigsdag bevilgede et beløb af 130.000 Kr imod, at der ad privat vej indsamledes lige så stor en sum. Bistået af en udrustningskomité af grønlandskyndige og forretningskyndige mænd blev ekspeditionen organiseret. En gammel hvalfanger, Magdalene, indkøbtes i Norge og omdøbtes til Danmark. Ekspeditionen bestod af 28 medlemmer, af hvilke de 16 havde særlige hverv, som leder, skibschef, kartografer, videnskabsmænd, læge, assistenter hos disse, tegnere og endvidere 2 maskinister, hovmester, islods, 3 matroser, 2 fyrbødere og 3 grønlændere. Alle forpligtede sig til ved siden af deres særlige opgave at deltage i alle forefaldende arbejder, både i skib og på land, og hver især har ydet sit til ekspeditionens gode resultater, men foruden lederen må følgende af hensyn til den neden for givne fremstilling særlig nævnes premierløjtnant i marinen Alf Trolle, skibschef, premierløjtnanterne i fodfolket I. P. Koch (tidligere deltager i Carlsberg-fondens ekspedition) og Høeg-Hagen, kunstmaler Aage Bertelsen samt grønlænderen Jørgen Brønlund, der trofast havde fulgt Mylius-Erichsen på den litterære Grønlands-ekspedition.
Den 24. juni 1906 drog Danmark af sted, lastet med proviant for 3 år og alt det materiel, som hører til en veludrustet videnskabelig ekspedition. I Trangisvaag på Færøerne overtoges de grønlandske ledsagere samt hunde og skindvarer fra Grønland. 22. juli sattes kursen mod pakisen, og efter en del besvær med at komme gennem isbæltet lykkedes det 13. august at komme til land ved Kodeway-øen på ca. 76’ Br. Efter med skibet at være nået lige så langt mod nord som hertugen af Orleans, blev et depot udlagt på 77°, og skibet gik i vinterhavn i Danmarks Havn lidt inden for Kap Bismarck på ca. 76% n. br.
Her blev travl virksomhed med at bygge huse, sætte alle de videnskabelige undersøgelser i gang, undersøge omegnen, ved jagt at indsamle hundefoder, træne til slæderejser og så videre. I løbet af efteråret og vinteren blev der foretaget slædeture i ulige retninger, blandt andet en større rejse ca. 300 km mod syd til Germania Havn; Hovedvægten blev i øvrigt lagt på kartografiske arbejder samt udlægning af depoter mod nord. 28. marts 1907 drog en lang kæde, bestående af 10 stærkt belæssede hundeslæder under samlet ledelse af Mylius-Erichsen mod nord langs kysten. Efterhånden, som de arbejdede sig frem, blev der anlagt depoter med proviant til hjemrejsen, og de derved til overs blevne slæder detacheredes på ny syd efter for at optage kort over ulige strækninger. Det var meningen, at Mylius-Erichsen med Høeg-Hagen og Jørgen Brønlund ville arbejde sig op i Peary-kanalen til Kap Glacier, hvor Peary havde været 1892 og 1895, mens Koch, assisteret af Bertelsen og grønlænderen Tobias, skulle sætte over kanalen til det nord for liggende Peary Land og berejse dette til det punkt, hvortil Peary nåede 1900. Disse to afdelinger arbejdede sammen for at nå nord efter, og begge led dag efter dag skuffelser, idet landet, i stedet for, som antaget, at bøje af mod nordvest, stadig fortsatte i nordøstlig retning, så at den vejlængde, hvor efter provianteringen var beregnet, betydelig forlængedes og derved gjorde sandsynligheden for at nå målet mindre. Endelig passeredes landets nordøstpynt, som viste sig at ligge ca. 260 km længere mod nordøst end antaget. Her nedlagdes det sidste depot, og nogle dage efter skiltes de 2 afdelinger, idet Mylius-Erichsen fulgte kystlinjen, som man antog måtte føre hen imod Kap Glacier, mens Koch med sine ledsagere drog videre mod nord med al udsigt til at måtte leve på sultekost, inden de nåede tilbage til depotet. Mylius-Erichsen’s forudsætning var desværre fejlagtig. Efter i lang tid at have arbejdet sig frem langs kysten viste det sig, at de, i stedet for at være i kanalen, var komne ind i bunden af den ca. 200 km lange fjord, Danmarks-Fjorden, hvorfra de møjsommeligt måtte arbejde sig tilbage igen langs fjordens vestre kyst. Ud for den yderste pynt, Kap Rigsdagen, ville skæbnen, at de 27. maj mødte Koch’s afdeling, som lykkelig og vel havde løst den dem stillede opgave. Den havde været så heldig at træffe moskusokser og havde derved fået proviantbeholdningen forøget så meget, at den uden at lide nød var nået til og endog noget forbi rejsens mål, med andre ord: Grønlands omrids var bestemt, og den var nu på hjemrejse. Det aftaltes, at Mylius-Erichsen’s afdeling, på grund af den store forsinkelse, som Danmarks-Fjorden havde voldet, skulle vende tilbage sammen med Koch’s afdeling, men i løbet af natten havde Mylius-Erichsen og Høeg-Hagen været til fjelds, de havde fået et overblik over landet vest efter og antog, at den resterende kyststrækning kunne berejses på nogle få dage, og besluttede derfor at gå videre mod vest, mens Koch’s afdeling straks tiltrådte hjemrejsen. Efter en besværlig og farefuld rejse nåede denne afdeling 23. juni tilbage til skibet efter en fraværelse på 88 dage, i hvilket tidsrum der var tilbagelagt ca. 2.000 km. Mylius-Erichsen’s afdeling udeblev. Alt blev sat ind på at bringe den undsætning, længere sommerrejser er umulige i disse egne, men i slutningen af september, da islæget var begyndt, afgik flere slæder nord på, som dog kom tilbage i november uden at have fået forbindelse med de savnede. Efter, at solen var kommet på himlen på ny, drog Koch 10. marts igen af sted i samme øjemed, og det lykkedes ved det på Lambert Land (79° br.) udlagte depot at skaffe vished om den sørgelige skæbne, som havde ramt kammeraterne, idet liget af grønlænderen Jørgen Brønlund fandtes her og ved dette Høeg-Hagen’s kortskitser samt en dagbog, der gav oplysning om de modige polarfareres sidste færd og tragiske hungersdød. Fra Kap Rigsdagen var de gåede mod vest, havde nået deres mål, Kap Glacier, og kortlagt en del af landet på nordsiden af kanalen. På tilbagevejen blev de tvungne til at oversomre i Danmarks-Fjorden, hvor jagten havde været sparsom, og hvor de uden tvivl havde lidt nød. Om efteråret havde de igen arbejdet sig hjem efter. Hvad de havde lidt på denne rejse uden proviant, klæder og fodtøj, det kan sikkert ingen pen beskrive. Mylius-Erichsen og Høeg-Hagen bukkede under nogle få mil, før de nåede depotet, mens Jørgen Brønlund havde slæbt sig afkræftet og udhungret fra sine kammeraters lig til depotet, fordi han havde følt det som sin pligt at gøre sit til, at kammeraterne og efterverdenen fik underretning om deres sejr, kamp og død. Høeg-Hagen døde 15. november, Mylius-Erichsen 25. november og Jørgen Brønlund rimeligvis inden månedens udgang. Ekspeditionens ledelse gik nu over til premierløjtnant Trolle. 22. juli 1908 efter et omtrent 2-årigt ophold gik »Danmark« igen til søs; da isforholdene var gunstige, stod den nord på til c 78° br. for at foretage hydrografiske undersøgelser, vendte derfra hjem efter og kom til København 23. august. Under opholdet i Grønland indsamledes et rigt videnskabeligt materiale i alle de specielle grene, hvor videnskaben var repræsenteret, kysten blev kortlagt, ikke alene nord over, men også syd på til 743' br., og så godt som overalt fandtes rester af tidligere eskimoisk bebyggelse.

### Alabama-Ekspeditionen til Nordøstgrønland 1909—12
Efterretningen om de 3 grønlandsforskeres tragiske død gjorde et stærkt indtryk i Danmark. Gennem Jørgen Brønlund’s dagbog og Høeg-Hagen’s kortskitser var man vel i stand til nogenlunde at konstruere Mylius-Erichsen’s rejse, men alle de øvrige på rejsen førte dagbøger med resultatet af deres undersøgelser og observationer savnedes, man tænkte sig, at de forulykkede fra et sted i Danmarks-Fjorden havde forsøgt at rejse hjem over indlandsisen for at undgå at blive standset af åbent vand langs kysterne, og at de muligvis havde været tvunget til at deponere en stor del af bagagen på det sted, hvor de måtte stige op på indlandsisen. Kaptajn Ejnar Mikkelsen, som tidligere havde foretaget flere arktiske rejser både til Grønland og det nordamerikanske fastland, udkastede da den plan at foretage en rejse til Danmarks-Fjorden, for muligvis at finde de savnede oplysninger. Med den lille motorslup Alabama forlod han København 20. juni 1909 med en besætning på i alt 7 mand, anløb Færøerne for at overtage ca. 50 grønlandske hunde, som var dirigeret dertil fra de danske kolonier. På rejsen fra Grønland havde de haft hårdt vejr, og hen imod halvdelen af hundene var døde, mens resten var i en ynkelig forfatning. Efter telegrafisk forhandling med komiteen i København fik de tilladelse til at anløbe Angmagsalik og der indkøbe så mange hunde, som kunne undværes. I slutningen af juli kom de hertil og fik indsamlet 47 hunde, hvor efter de, via Island, hvor deres maskinist, der var blevet syg, blev ombyttet med maskinist Iversen fra det danske stationsskib, satte ind i isen og kom til land på østkysten af Grønland ved Shannon-øen på ca. 75 br. Forsøg på at komme længere nord på mislykkedes, og skibet fortøjedes derfor i Alabama Havn ved øens nordende. Rejsen nord på blev herved betydelig forlænget, idet der var 170 km til Danmarkshavn, hvor Danmarksekspeditionen havde overvintret.
Samme efterår foretoges en møjsommelig slæderejse langs kysten op til det sted, hvor Jørgen Brønlunds lig var begravet. Stedet blev fundet og undersøgt, men alle eftersøgninger efter de øvrige omkomne var forgæves. Efter al sandsynlighed har deres sidste teltplads været på havisen, som senere er brudt op og drevet bort med strømmen. 17. december kom de tilbage til Alabama, efter i 84 dage at have tilbagelagt 900 km over et meget vanskeligt terræn, og for en stor del i den mørke tid, hvor solen ikke var over horisonten. De drog ud med 21 hunde, men kom tilbage med kun 7; de øvrige havde måttet bukke under for rejsens besværligheder.
Hovedekspeditionen til Danmarks-Fjorden afgik 3. marts 1910. Den bestod af to mand, Mikkelsen og maskinist Iversen, og et hjælpeparti på tre mand under ledelse af ekspeditionens næstkommanderende, premierløjtnant Laub med tilsammen 21 hunde. Den vejlængde, der skulle tilbagelægges, inden hovedekspeditionen kom tilbage til Alabama Havn, var ca. 1.900 km (som fra København til Rom) med vished om ikke at træffe et levende menneske undervejs, alt måtte de føre med sig med undtagelse af den forsyning, de kunne vente at finde i de fra Danmarks-Ekspeditionen udlagte depoter, og det vildt, de kunne nedlægge undervejs. Det var overhovedet en af de dristigste ekspeditioner, der nogen sinde er iværksat. Vejen gik over kystisen ind til bunden af Dove-Bugten (76%° Br.). Her gik den op over indlandsisen gennem Storstrømmen. På 77/4° Br. skiltes hjælpeekspeditionen under Laub fra hovedekspeditionen. Laub foretog en slæderejse langs nord- og nordvestsiden af Dronning Louise’s Land, optog kort over denne strækning og vendte der efter tilbage til Danmarkshavn til »Alabama«. Ved ankomsten her 23. maj modtog man den triste efterretning, at Alabama var sprunget læk og sunket allerede 13. marts. De to af ekspeditionens medlemmer, der var blevet tilbage ved skibet, havde bjerget i land fra vraget, hvad de kunne, de havde bygget et midlertidigt telt i land, og man gik nu i gang med, af det tømmer, der kunne reddes fra skibet, at bygge et hus til eventuel vinterbolig. I den ordre, næstkommanderende havde modtaget fra lederen, stod, at man skulle afvente hans tilbagekomst indtil 1. august. Da han, hvis omstændighederne viste sig gunstige, ville søge gennem den formodede Peary-kanal til vestkysten, og der søge forbindelse med polareskimoerne. Situationen var jo alt andet end lystelig; retræten hjem efter var askåret, og man kunne kun nære et svagt håb om, at et eller andet fangstfartøj tilfældigvis skulle komme ind til kysten og tage dem op. Dette håb gik i opfyldelse, 27. juli fik de forbindelse med den norske galease 7. Juni af Aalesund, der havde overvintret ved Germania Havn på Sabine-øen for at jage bjørne og ræve. Denne optog nu de 5 tilstedeværende medlemmer, og da den aftalte frist for hovedekspeditionens tilbagekomst var udløbet, afgik de 7. august og kom ind til Aalesund i Norge 15. august.
Hovedekspeditionen arbejdede sig med 15 hunde frem over indlandsisen, kortlagde en del nunatakker og kom 13. maj til land ved enden af en ved bunden af Danmarks-Fjorden liggende stor sø. På vestsiden af Danmarks-Fjorden (81° 25’ br.) fandt de en rapport fra Mylius-Erichsen, skrevet 12. september 1907, der berettede, at de i fjorden havde haft en god jagt, og efter, at fjordisen var blevet sikker, havde opgivet tanken om at gå over indlandsisen, men tiltrådte tilbagevejen langs yderkysten. Flere steder fandt de tydelige fodspor, teltpladser og andre efterladenskaber, og i en varde noget længere ude i fjorden en beretning, hvoraf det fremgik, at Mylius-Erichsen havde konstateret, at Peary-kanalen ikke eksisterer. Dermed måtte Mikkelsen opgive al tanke om at søge forbindelse med polareskimoerne. Hjemrejsen blev lagt uden om Nordostrundingen og ned langs kysten. Det viste sig, at Mylius-Erichsen havde været ved et depot, der var udlagt i nærheden af Nordostrundingen, men ikke ved de sydligere depoter på Amdrup Land (80° br.). Alt taler derfor for, at Mylius-Erichsen på grund af åbent vand har måttet søge op på indlandsisen nord for dette sted, og at han derfra har arbejdet sig ned til Lambert’s Land, hvor de alle tre er omkomne af sult og udmattelse.
Ejnar Mikkelsen’s hjemrejse var i højeste grad besværlig og vanskelig. Flere steder måtte de standse på grund af sygdom og mangel på proviant, for ved jagt at skaffe det nødvendige til livets ophold. 18. august, noget syd for Brønlund’s grav, måtte de slagte den sidste hund og der efter selv trække slæden hele resten af vejen over is med store dybe revner med åbent vand. Fremgangen var ringe, og i skærfjorden (77° br.) tvang åbent vand dem til at efterlade slæde, dagbøger og udrustning, for til fods over landet at nå Danmarkshavn. De nåede denne 18. september fuldstændig udmattede og afkræftede, uden proviant. Af det derværende depot fik de dannet sig en ny udrustning med slæde og så videre. Et forsøg på at hente dagbøgerne i skærfjorden måtte opgives på grund af afkræftelse, og først 5. november var de i stand til at rejse videre. Den 25. november nåede de Alabama Havn, fandt skibet sunket og kammeraterne borte, men tillige det hus, som de havde bygget til dem, og rigelig forsyning med proviant med mere. Taget på huset var delvis ødelagt af storm, så at huset var fuldt af sne, ved at fjerne dette, har de rimeligvis bortkastet den rapport, som Laub havde efterladt, så de var uvidende om deres kammeraters skæbne, indtil de året efter, 1911, ved et besøg på et sydligere liggende depot, fandt efterretninger fra dem.
Efter overvintring i huset ved Alabama Havn foretog de to udholdende mænd endnu engang — fra 24. april til 6. juni 1911 — den lange rejse til fods op til skærfjorden for at hente de efterladte sager. Sommeren gik, men der kom intet skib. November 1911 flyttede de ned til et ældre amerikanske depot på Bass Rock, hvor de endnu engang overvintrede, og endelig 19. juli 1912 blev de optaget af den norske damper Sjøblomsten, 7 dage før den grønlandske handels damper Godthaab anløb pladsen for at bringe dem undsætning. Sjøblomsten bragte dem til Aalesund i Norge, hvor de ankom 28. juli 1912, efter et 3-årigt ophold i Grønland under utrolige savn og lidelser, hvor de har udvist en udholdenhed og modstandskraft, som alle måtte beundre.

### Den danske ekspedition til Dronning Louise’s Land og tværs over Nordgrønlands indlandsis 1912—13
Som kortelig berørt under indlandsisen foretog kaptajn J.P. Koch 1913 en rejse over indlandsisen i Grønlands nordlige del. Ekspeditionen startedes 1912 og udrustedes, dels ved private midler, dels ved et stort tilskud fra Carlsbergfondet, og med Rigsdagens assistance, idet den grønlandske handels dampskib Godthaab overlodes ekspeditionen til oprejsen. Ekspeditionen bestod af 4 mand, kaptajn J.P. Koch som leder og docent, dr. A. Wegener, der begge havde deltaget i Danmarks-ekspeditionen, endvidere af den islandske fører Vigfus Sigurdson og skipper Lars Larsen. Planen var at overvintre på Dronning Louise’s Land (den store nunatak, der ligger inden for det land, hvor Danmarks-ekspeditionen havde færdedes), i løbet af vinteren at anstille undersøgelser her og at forberede alt til turen over indlandsisen ved udlægning af depoter med mere. Vejen op til Dronning Louise’s Land var lang og trang. Den erfarne leder, som tidligere havde deltaget i generalstabens opmålinger på Island og derved havde gjort sig fortrolig med, hvad islandske heste kan præstere, og som deltager i Danmarks-ekspeditionen var fuldt på det rene med egnens karakter, bestemte sig til at anvende islandske heste i stedet for hunde som trækdyr, endskønt bagagen med foder til hestene derved betydeligt forøgedes og beløb sig til ca. 20.000 kg.
Efter på Island at have indladet 16 heste forceredes isen, og det lykkedes med skibet at komme ind til Danmarkshavn 21. juli 1912, altså omtrent i de samme dage, hvor Ejnar Mikkelsen to breddegrader sydligere blev forløst fra sit fangenskab. Til den mægtige transport ind efter var der af personel kun ekspeditionens 4 medlemmer, af materiel en stor pram og en motorbåd samt endelig de 16 heste. Transporten var overordentlig besværlig, såvel på land, hvor man måtte gøre store omveje på grund af terrænets beskaffenhed, og særlig på fjorden, hvor isen var i drift og lagde mange hindringer i vejen. Efter adskillige ture frem og tilbage lykkedes det 29. september at have alt godset samlet på isranden i Dove Bugt, og under opholdet på denne kalvede bræen, så at hele ekspeditionen ikke var langt fra at omkomme. Transporten op over bræen var så besværlig, at man måtte opgive tanken om at nå Dronning Louise’s Land, men måtte bygge det til overvintring medbragte hus på selve isbræen. 26. oktober var huset bygget og alt gods bragt op, men af de 16 heste var nu kun 5 tilbage, 2 var løbet bort straks efter landsætningen, og resten var bukket under for anstrengelserne. I vinterens løb rekognosceredes vejen vest efter. Depoter udlagdes og en lang række videnskabelige iagttagelser foretoges. Såvel personer som heste stod sig godt vinteren over.
20. april 1913 påbegyndtes den store rejse over indlandsisen. Hestene trak slæderne så længe, de formåede, og når der blev slået telt, gravedes store fordybninger i sneen til stald for dem, og samtidig udførtes undersøgelser om lagdeling, temperaturforhold med mere. Efterhånden svandt dog hestenes kræfter. De 4 blev skudt, da de viste tegn på udmattelse. Kun een af dem syntes at kunne overleve strabadserne, den nåede så godt som helt over indlandsisen, skønt den mod slutningen var så udmattet, at den måtte trækkes på slæde. Man havde håbet, at den ville rette sig, når den kom ned på de græsklædte egne i Vestgrønland, men kun 8 km fra nedstigningsstedet kunne den ikke mere; den måtte skydes til stor sorg for alle ekspeditionens medlemmer, som havde kortet af på deres egne rationer og indskrænket dagsrejsernes længde for at få den med. 7. juli nåede ekspeditionen med resten af godset et til den udlagt depot inden for Laksefjorden i Upernivik-Distrikt (72° 37’ br.) efter at have været 78 dage undervejs. Endnu stod en vanskelig opgave tilbage, at komme over Laksefjorden og at tilbagelægge den over 65 km lange vej til den nærmeste beboede plads. Den første opgave løstes ved en improviseret færge, der blev lavet af en slæde overtrukket med vandtæt sejldug fra soveposebetrækkene, årer blev lavet af teltstænger med et par canadiske snesko som åreblade. Efter et forgæves forsøg lykkedes det at komme over, og nu gik marchen videre, men vejen over land op og ned ad fjelde var meget besværligere end på indlandsisen; Dag efter dag slæbte de sig af sted, udasede og udmattede, regn og snestorm forsinkede rejsen, provianten slap op, sulten meldte sig med sine kvaler. Da de var temmelig nær ved målet, tvang sulten dem til at slagte en trofast hund, som havde fulgt dem på hele rejsen, men netop som de skulle til at spise dette måltid, opdagede de en forbisejlende konebåd, som tog dem op og bragte dem til det danske handelssted "Prøven".

## Thule-ekspeditionerne
Fra den arktiske station "Thule" nord for Kap York er udgået en del betydningsfulde ekspeditioner, gennem hvilke Nordvestgrønland, som tidligere var delvis kortlagt af engelske og amerikanske ekspeditioner, er blevet undersøgt, og kortene kompletterede. Polarforskeren Knud Rasmussen’s navn er uadskillelig knyttet til disse ekspeditioner; som født i Grønland og som dreng vænnet til at forstå inuitternes tankegang og til rejser på inuitisk vis i forbindelse med en jernhård natur og glimrende evner som skribent var han i besiddelse af alle de egenskaber, som fordres til at få et stort udbytte af forskningsrejser i Grønland. 1902—04 deltog han i den litterære Grønlands-ekspedition, og besøgte for første gang de nord for Kap York boende polarinuit, hvis levevis og traditioner han har studeret og bragt frem for offentligheden. 1906—08 rejste han igen derop og tilbragte to vintre i dette lille samfund. 1910 grundlagde han handelsstationen "Thule" og startede 1912 sammen med Peter Freuchen (deltager i Danmarks-ekspeditionen) den første Thule-ekspedition, på hvilken de, ledsaget af to polarinuitter, med utrolig energi gennemførte en slæderejse tværs over Grønland til Danmarks-Fjorden, udforskede Independence-Fjordens forgreninger og konstaterede, at Peary-kanalen ikke eksisterede (efterretningen om, at Mylius-Erichsen havde påvist dette, var endnu ikke kommet til deres kundskab). De fandt flere steder særdeles godt jagtudbytte og flere vidnesbyrd om en tidligere inuitisk bebyggelse. Efter endt undersøgelse vendte de tilbage over indlandsisen til "Thule".
Endnu stod udforskningen af Nordvestgrønlands fjorde og den eventuelle landforbindelse med Independence-Fjorden tilbage. Dette mål satte Knud Rasmussen sig for sin næste ekspedition. Efter et besøg i Danmark rejste han foråret 1916 sammen med den unge geolog, stud. mag. Lauge Koch med styrelsens dampskib til de danske kolonier i Vestgrønland, foretog endnu engang den lange slæderejse fra disse via Melville-Bugten til "Thule" og håbede samme år at kunne starte denne ekspedition, men en voldsom storm, der brød isen op, forhindrede dette. Han foretog derfor en række undersøgelser omkring "Thule" og kortlagde Melville-Bugten. Om efteråret sluttede den svenske videnskabsmand, dr. Thorild Wulff, sig til dem. Han havde besøgt den biologiske station på Disko og var rejst nord på med Danmarks-Ekspeditionens gamle skib Danmark, der var på rejse nord over, og besluttede sig til at blive for at deltage i Knud Rasmussen’s forestående ekspedition.

### Den 2. Thule-ekspedition
Den 6. april 1917 startede den 2. Thule-Ekspedition, hvis medlemmer var Knud Rasmussen (leder og etnograf), Thorild Wulff (botaniker og biolog), Lauge Koch (kartograf og geolog) og fra Thule-bopladsen Ajako, Nasaitsordluarsuk ("Baadsmanden"), og Inukitsoq ("Harrigan"), samt Hendrik Olsen fra Aasiaat, Vestgrønland. Hendrik Olsen havde deltaget på Danmarks Ekspeditionen. Den udgik fra "Thule" via den nordligste af polarinuitter beboede plads, Etah, forbi Humboldt-Bræen til Kennedy-kanalen. På denne strækning fandtes flere rester af inuitiske vinterhuse, men kun til 80° Br, ved indløbet til Kennedy-kanalen; på hele den øvrige strækning fandtes intet, som kunne tyde på, at eskimoerne havde været der, så der var ikke påvist nogen forbindelsesvej mellem polarinuitterne gebet og den gamle inuitiske bebyggelse på den nordlige østkyst. Ulige steder langs kysten fandtes depoter fra tidligere ekspeditioner, blandt andet et, der stammede fra 1875—76 og indeholdt fuldstændig god, henkogt proviant. Videre gik det gennem Robeson-kanalen langs Grønlands nordlige kyst, hvor det store polarhav havde dannet vældige isskruninger, så man måtte bane vej for slæderne med ishakke. Ved Kap May, 82^2° Br. og 52° v. L., nedlagdes et betydeligt antal moskusokser, men herfra og længere mod øst fandtes intet storvildt, kun af og til harer og enkelte steder sæler. Man blev nødsaget til at slå flere af hundene ned for at skaffe føde. Målet var de Long’s Fjord på 83/4 Br.; det lykkedes at undersøge og kortlægge såvel denne som alle de andre syd for liggende fjorde. Tilbagerejsen påbegyndtes 23. juni i dyb smeltende sne, der bevirkede, at man måtte vade i uføre med sne og vand til knæene. Et ophold gjordes ved de gode jagtdistrikter om Kap May. Herfra lagdes hjemvejen 20. juli gennem Skt George Fjord, hvorfra man vilde bestige indlandsisen, men her kom skuffelse på skuffelse; Yderlandet, der var smallere end angivet på kortene, viste sig blottet for storvildt, vandsamlingerne på isen blev større, og grønlænderen Hendrik Olsen, der tidligere havde deltaget i Danmarks-ekspeditionen, forulykkede på en harejagt og var ikke til at finde. Ved opstigningsstedet til indlandsisen indtraf uvejr med regn og sne, som sinkede rejsen i henved 8 dage. Jagten, som hele ekspeditionen var baseret på, mislykkedes, flere hunde måtte skydes for at skaffe føde. Fra 5.-24. august arbejdede man sig frem over indlandsisen med meget ringe proviantbeholdning, så rationerne måtte sættes under det halve; flere steder mødtes afgrunde og andre forhindringer, som måtte omgås, og bevirkede, at mange dage gik til spilde, store flodlignende elve på isen måtte passeres, og disse daglige, iskolde bade, de rå nætter, regn og slud, virkede i høj grad deprimerende på de underernærede rejsende. Endelig 24. august nåede de land ved sydenden af Humboldt-bræen, netop samme dag, som den sidste magre hund var slagtet og spist. Ankomsten til land virkede stærkt stimulerende; der blev skudt nogle harer, og man mente, at kampen for tilværelsen nu var overstået. Knud Rasmussen og en af polarinuitterne startede, som de mindst medtagne, over land til Etah, der var 225 km borte, for at få hjælp, mens de andre fire, efter et kort hvil, i små dagsrejser skulle gå til et nærmere aftalt sted. Efter 4 dages rejse traf Knud Rasmussen en renjæger og nåede ved dennes hjælp Etah 30. august om aftenen. 6 hjælpeslæder med rigelig proviant blev straks sendt af sted og nåede 4. september de tilbageblevne, men desværre for sent til at redde dr. Wulff; han var allerede 29. august bukket under af udmattelse efter rejsens strabadser. De øvrige deltagere nåede Etah 10. september og kom i god behold til "Thule" den 24. oktober.
Ekspeditionen blev filmet af deltagerne og filmen findes i dag som Levende billeder tagne under den 2. Thule Ekspedition til Grønlands Nordkyst 1917-18.

## Oversigt over Grønlandsekspeditioner
| År        | Leder(e)                | Land(e)                                      | Sted(er)               | Ekspeditionens navn, formål (og kildehenvisninger)                                          |
| --------- | ----------------------- | -------------------------------------------- | ---------------------- | ------------------------------------------------------------------------------------------- |
| 1568      | Kristern Jensen Aalborg | Danmark                                      | Grønland               | Formålet var at genfinde Grønland                                                           |
| 1605      | James Hall              | Danmark                                      | Grønland               | Formålet var at genfinde Grønland                                                           |
| 1607      | James Hall              | Danmark                                      | Grønland               | Formålet var at genfinde Grønland                                                           |
| 1727      | Hans Egede              | Danmark-Norge                                | Grønland               | Formålet var at genfinde nordboerne                                                         |
| 1751-1753 | Walløe                  | Danmark                                      | Sydøstkysten           | -                                                                                           |
| 1777      | -                       | -                                            | Østgrønlands kyst      | -                                                                                           |
| 1783-1784 | Pfaff                   | -                                            | -                      | -                                                                                           |
| 1805      | Gieseke                 | -                                            | Sydgrønland            | Ekspeditionen påviste mineraler og grundlagde den geologiske udforskning af Grønland        |
| 1822      | William Scoresby        | Storbritannien                               | Østgrønland            | Kortlægning af egnen omkring Scoresby Sund]                                                 |
| 1823      | Douglas Claveríng       | Storbritannien                               | Østgrønlands kyst      | Undersøgelser af pendulsvingninger, kortlægning af kysten                                   |
| 1828-1831 | W.A. Graah              | Danmark                                      | Østgrønlands kyst      | -                                                                                           |
| 1837-1838 | I. F. Jørgensen         | Danmark                                      | Vestgrønland           | Arkæologiske undersøgelser på Oldskrift-Selskabets vegne af nordboruiner ved Julianehåb     |
| 1838      | J. C. Schythe           | Danmark                                      | Vestgrønland           | Geologiske undersøgelser på og ved Disko                                                    |
| 1848-1851 | Hinrich Rink            | Danmark                                      | Nordgrønland           | Geologiske undersøgelser                                                                    |
| 1850      | Penny                   | -                                            | -                      | -                                                                                           |
| 1853-55   | Kane                    | USA                                          | -                      | -                                                                                           |
| 1857      | Mac Clintock            | -                                            | -                      | "Fox-ekspeditionen"                                                                         |
| 1859      | Schuffner               | -                                            | -                      | -                                                                                           |
| 1860      | Mac Clintock            | -                                            | -                      | -                                                                                           |
| 1860-1861 | Hayes                   | USA                                          | -                      | -                                                                                           |
| 1863      | V. Falbe                | Danmark                                      | Vestgrønland           | Opmåling af Aksuk-fjorden, triangulering ved Godthåb                                        |
| 1869      | Hayes                   | USA                                          | -                      | -                                                                                           |
| 1869-1870 | Carl Koldewey           | Tyskland                                     | Nordøstgrønland        | "Den 2. tyske Nordpolar-ekspedition"                                                        |
| 1870      | A.E. Nordenskiöld       | Sverige                                      | -                      | -                                                                                           |
| 1871      | Hall                    | USA                                          | -                      | -                                                                                           |
| 1872-74   | -                       | Ungarn                                       | -                      | -                                                                                           |
| 1875-1876 | Nares                   | Storbritannien                               | -                      | -                                                                                           |
| 1875      | Helland                 | Norge                                        | Vestgrønland           | Undersøgelser af bræen ved Jakobshavn                                                       |
| 1876      | K.J.V Steenstrup        | Danmark                                      | Vestgrønland           | Undersøgelser i Julianehåb distrikt                                                         |
| 1877      | K.J.V Steenstrup        | Danmark                                      | Vestgrønland           | Undersøgelser i Frederikshåb distrikt                                                       |
| 1878-1879 | K.J.V Steenstrup        | Danmark                                      | Nordgrønland           | Undersøgelser i Umanak distrikt                                                             |
| 1879      | J. A. D. Jensen         | Danmark                                      | Vestgrønland           | Undersøgelser af kysten i Holsteinsborg og Egedesminde distrikter, vandring på indlandsisen |
| 1880      | K.J.V Steenstrup/Hammer | Danmark                                      | Vestgrønland           | Undersøgelser af Jakobshavn Isfjord                                                         |
| 1880-1881 | Gustav Holm             | Danmark                                      | Vestgrønland           | Arkæologiske undersøgelser af "Østerbygden"                                                 |
| 1883      | A.E. Nordenskiöld       | Sverige                                      | -                      | -                                                                                           |
| 1883      | Hammer                  | Danmark                                      | Vestgrønland           | Kortlægning af Disko-bugten                                                                 |
| 1883-1885 | Gustav Holm             | Danmark                                      | Østgrønlands kyst      | "Konebådsekspeditionen"                                                                     |
| 1884      | C. Normann              | Danmark                                      | Vestkysten             | -                                                                                           |
| 1884-1885 | J. A. D. Jensen         | Danmark                                      | Vestkysten             | -                                                                                           |
| 1886      | Robert E. Peary         | USA, Danmark                                 | Indlandsisen           | -                                                                                           |
| 1886-1887 | Ryder                   | Danmark                                      | Nordgrønland           | -                                                                                           |
| 1888      | K.J.V Steenstrup        | Danmark                                      | Vestgrønland           | Arkæologisk-geologisk ekspedition til kysten mellem Godthåb og Julianehåb                   |
| 1889      | R. Knudsen              | Norge                                        | Østgrønland            | Fangstrejse.                                                                                |
| 1889      | Fritjof Nansen          | Norge                                        | -                      | -                                                                                           |
| 1889-1890 | Lundbeck                | Danmark                                      | Nordgrønland           | -                                                                                           |
| 1890      | J. C. D. Bloch          | Danmark                                      | Vestgrønland           | Opmålingsekspedition til Julianehåb dristrikt                                               |
| 1891-1892 | Ryder                   | Danmark                                      | Østgrønland            | -                                                                                           |
| 1893      | C. P. O. Moltke         | Danmark                                      | Sydvestgrønland        | Ekspedition til kysten mellem Julianehåb og Nanortalik                                      |
| 1898      | K.J.V Steenstrup        | Danmark                                      | Vestgrønland           | Undersøgelser på Disko                                                                      |
| 1898      | Sverdrup                | Norge                                        | Nordgrønland           | Slædeekspeditioner til Kong Oskars Land                                                     |
| 1899      | K.J.V Steenstrup        | Danmark                                      | Vestgrønland           | Geologisk ekspedition                                                                       |
| 1899      | Nathorst                | Norge                                        | Østgrønland            | Opdagelsen af Kong Oskars Fjord                                                             |
| 1899-1900 | Amdrup/Hartz            | Danmark                                      | Østgrønland            | "Amdrup-ekspeditionen"                                                                      |
| 1901      | W. Thalbitzer           | Danmark                                      | Nordgrønland           | Studier af eskimoisk sprog                                                                  |
| 1902-1904 | L. Mylius-Erichsen      | Danmark                                      | Vestgrønland           | "Den danske litterære Ekspedition" til Godhavn, Upernavik], Melville-Bugten og Kap York     |
| 1903      | Daniel Bruun            | Danmark                                      | Vestgrønland           | Arkæologisk ekspedition til Godthåb og Frederikshåb distrikter                              |
| 1905      | Ejnar Mikkelsen         | Danmark                                      | -                      | -                                                                                           |
| 1905-1906 | W. Thalbitzer           | Danmark                                      | Nordgrønland           | Studier af eskimoisk sprog                                                                  |
| 1906-1908 | L. Mylius-Erichsen      | Danmark                                      | Nordøstgrønland        | "Danmark-ekspeditionen", skulle blandt andet udforske eskimoernes vandringer                |
| 1909-1912 | Ejnar Mikkelsen         | Danmark                                      | Nordøstgrønland        | "Alabama-ekspeditionen"                                                                     |
| 1912-1913 | Knud Rasmussen          | Danmark                                      | Nordgrønland           | "Den Første Thule-ekspedition"                                                              |
| 1917      | Knud Rasmussen          | Danmark                                      | Nordgrønland           | "Den Anden Thule-ekspedition"                                                               |
| 1918      | Kaj Birket-Smith        | Danmark                                      | Nordgrønland           | Ekspedition til Egedesmindedistriktet                                                       |
| 1919      | Godfred Hansen          | Danmark, Norge                               | -                      | "Den Tredje Thule-ekspedition"                                                              |
| 1920      | Lauge Koch              | Danmark                                      | Nordgrønland           | "Jubilæums-Ekspeditionen"                                                                   |
| 1921      | Knud Rasmussen          | Danmark                                      | Nordgrønland og Canada | "Den Femte Thule-ekspedition"                                                               |
| 1922      | P. F. Jensen            | Danmark                                      | Vestgrønland           | Geodætisk ekspedition                                                                       |
| 1926      | Lauge Koch              | Danmark                                      | Østgrønland            | Geologisk Ekspedition                                                                       |
| 1928      | E. Riis-Carstensen      | Danmark                                      | -                      | "Godthaab-ekspeditionen"                                                                    |
| 1928      | Edward H. Smith         | USA                                          | Davis-strædet          | "Marion-ekspeditionen"                                                                      |
| 1929      | Therkel Mathiassen      | Danmark                                      | Upernavik              | Arkæologisk ekspedition                                                                     |
| 1929-1931 | Alfred Wegener          | Tyskland                                     | -                      | -                                                                                           |
| 1931-1934 | Lauge Koch              | Danmark                                      | Nordøstkysten          | "Treårsekspeditionen til Østgrønland 1931-1934"                                             |
| 1931      | Knud Rasmussen          | Danmark                                      | Sydøstkysten           | "Den Sjette Thule-ekspedition"                                                              |
| 1932      | Knud Rasmussen          | Danmark                                      | Sydøstkysten           | "Den Syvende Thule-ekspedition"                                                             |
| 1931-1932 | Gino Watkins            | England                                      | Østgrønland            | British Arctic Air Route Expedition                                                         |
| 1935-1937 | Erik Holtved            | Danmark                                      | Nordgrønland           | Arkæologisk-etnografisk Ekspedition til Thule-distriktet                                    |
| 1938-1939 | Alf Trolle              | Danmark                                      | Nordøstgrønland        | Mindeekspedition                                                                            |
| 1947-1950 | Eigil Knuth             | Danmark                                      | Nordgrønland           | "Peary Land-ekspeditionen" arkæologisk ekspedition                                          |
| 1959-1961 | Paul-Emile Victor       | Danmark, Frankrig, Schweiz, Tyskland, Østrig | Indlandsisen           | EGIG (Expedition Glaciologiques Internationale au Groenland)                                |
| 1980      | John Andersen           | Danmark                                      | Østgrønland            | Kaptajn Ejnar Mikkelsens mindeekspedition                                                   |